# Голливудская «Аллея славы» — список лауреатов за вклад в развитие театра
Список заслуженных деятелей театра, чьи звёзды находятся на голливудской «Аллее славы».

## Список
| Имя, Фамилия              | Адрес (там находится звезда) | Фотографии некоторых лауреатов |
| ------------------------- | ---------------------------- | --- |
| Стелла Адлер              | 6777 Голливудский б-р        | - Мохаммед Али - Пласидо Доминго - Джордж Карлин - Родни Дэнджерфилд - Дэвид Копперфильд - Джо Мантенья - Лайза Миннелли - Рута Ли - Джин Отри - Дон Риклес - Ян Руни и Микки Руни - Патрик Стюарт - Эндрю Ллойд Уэббер - Боб Хоуп |
| Шарль Азнавур             | 6225 Голливудский б-р        | - Мохаммед Али - Пласидо Доминго - Джордж Карлин - Родни Дэнджерфилд - Дэвид Копперфильд - Джо Мантенья - Лайза Миннелли - Рута Ли - Джин Отри - Дон Риклес - Ян Руни и Микки Руни - Патрик Стюарт - Эндрю Ллойд Уэббер - Боб Хоуп |
| Мохаммед Али              | 6801 Голливудский б-р        | - Мохаммед Али - Пласидо Доминго - Джордж Карлин - Родни Дэнджерфилд - Дэвид Копперфильд - Джо Мантенья - Лайза Миннелли - Рута Ли - Джин Отри - Дон Риклес - Ян Руни и Микки Руни - Патрик Стюарт - Эндрю Ллойд Уэббер - Боб Хоуп |
| Джин Барри                | 6555 Голливудский б-р        | - Мохаммед Али - Пласидо Доминго - Джордж Карлин - Родни Дэнджерфилд - Дэвид Копперфильд - Джо Мантенья - Лайза Миннелли - Рута Ли - Джин Отри - Дон Риклес - Ян Руни и Микки Руни - Патрик Стюарт - Эндрю Ллойд Уэббер - Боб Хоуп |
| Джордж Бёрнс              | 6672 Голливудский б-р        | - Мохаммед Али - Пласидо Доминго - Джордж Карлин - Родни Дэнджерфилд - Дэвид Копперфильд - Джо Мантенья - Лайза Миннелли - Рута Ли - Джин Отри - Дон Риклес - Ян Руни и Микки Руни - Патрик Стюарт - Эндрю Ллойд Уэббер - Боб Хоуп |
| Теодор Бикель             | 6233 Голливудский б-р        | - Мохаммед Али - Пласидо Доминго - Джордж Карлин - Родни Дэнджерфилд - Дэвид Копперфильд - Джо Мантенья - Лайза Миннелли - Рута Ли - Джин Отри - Дон Риклес - Ян Руни и Микки Руни - Патрик Стюарт - Эндрю Ллойд Уэббер - Боб Хоуп |
| Сара Брайтман             | 6243 Голливудский б-р        | - Мохаммед Али - Пласидо Доминго - Джордж Карлин - Родни Дэнджерфилд - Дэвид Копперфильд - Джо Мантенья - Лайза Миннелли - Рута Ли - Джин Отри - Дон Риклес - Ян Руни и Микки Руни - Патрик Стюарт - Эндрю Ллойд Уэббер - Боб Хоуп |
| Анхелика Вале             | 7060 Голливудский б-р        | - Мохаммед Али - Пласидо Доминго - Джордж Карлин - Родни Дэнджерфилд - Дэвид Копперфильд - Джо Мантенья - Лайза Миннелли - Рута Ли - Джин Отри - Дон Риклес - Ян Руни и Микки Руни - Патрик Стюарт - Эндрю Ллойд Уэббер - Боб Хоуп |
| Джефф Данэм               | 6201 Голливудский б-р        | - Мохаммед Али - Пласидо Доминго - Джордж Карлин - Родни Дэнджерфилд - Дэвид Копперфильд - Джо Мантенья - Лайза Миннелли - Рута Ли - Джин Отри - Дон Риклес - Ян Руни и Микки Руни - Патрик Стюарт - Эндрю Ллойд Уэббер - Боб Хоуп |
| Пласидо Доминго           | 7000 Голливудский б-р        | - Мохаммед Али - Пласидо Доминго - Джордж Карлин - Родни Дэнджерфилд - Дэвид Копперфильд - Джо Мантенья - Лайза Миннелли - Рута Ли - Джин Отри - Дон Риклес - Ян Руни и Микки Руни - Патрик Стюарт - Эндрю Ллойд Уэббер - Боб Хоуп |
| Густаво Дудамель          | 6752 Голливудский б-р        | - Мохаммед Али - Пласидо Доминго - Джордж Карлин - Родни Дэнджерфилд - Дэвид Копперфильд - Джо Мантенья - Лайза Миннелли - Рута Ли - Джин Отри - Дон Риклес - Ян Руни и Микки Руни - Патрик Стюарт - Эндрю Ллойд Уэббер - Боб Хоуп |
| Олимпия Дукакис           | 6233 Голливудский б-р        | - Мохаммед Али - Пласидо Доминго - Джордж Карлин - Родни Дэнджерфилд - Дэвид Копперфильд - Джо Мантенья - Лайза Миннелли - Рута Ли - Джин Отри - Дон Риклес - Ян Руни и Микки Руни - Патрик Стюарт - Эндрю Ллойд Уэббер - Боб Хоуп |
| Родни Дэнжерфилд          | 6366 Голливудский б-р        | - Мохаммед Али - Пласидо Доминго - Джордж Карлин - Родни Дэнджерфилд - Дэвид Копперфильд - Джо Мантенья - Лайза Миннелли - Рута Ли - Джин Отри - Дон Риклес - Ян Руни и Микки Руни - Патрик Стюарт - Эндрю Ллойд Уэббер - Боб Хоуп |
| Бетти Гарретт             | 6706 Голливудский б-р        | - Мохаммед Али - Пласидо Доминго - Джордж Карлин - Родни Дэнджерфилд - Дэвид Копперфильд - Джо Мантенья - Лайза Миннелли - Рута Ли - Джин Отри - Дон Риклес - Ян Руни и Микки Руни - Патрик Стюарт - Эндрю Ллойд Уэббер - Боб Хоуп |
| Дик Грегори               | 1650 Вайн-стрит              | - Мохаммед Али - Пласидо Доминго - Джордж Карлин - Родни Дэнджерфилд - Дэвид Копперфильд - Джо Мантенья - Лайза Миннелли - Рута Ли - Джин Отри - Дон Риклес - Ян Руни и Микки Руни - Патрик Стюарт - Эндрю Ллойд Уэббер - Боб Хоуп |
| Джоэл Грей                | 6753 Голливудский б-р        | - Мохаммед Али - Пласидо Доминго - Джордж Карлин - Родни Дэнджерфилд - Дэвид Копперфильд - Джо Мантенья - Лайза Миннелли - Рута Ли - Джин Отри - Дон Риклес - Ян Руни и Микки Руни - Патрик Стюарт - Эндрю Ллойд Уэббер - Боб Хоуп |
| Зигфрид и Рой             | 7060 Голливудский б-р        | - Мохаммед Али - Пласидо Доминго - Джордж Карлин - Родни Дэнджерфилд - Дэвид Копперфильд - Джо Мантенья - Лайза Миннелли - Рута Ли - Джин Отри - Дон Риклес - Ян Руни и Микки Руни - Патрик Стюарт - Эндрю Ллойд Уэббер - Боб Хоуп |
| Джордж Карлин             | 1555 Вайн-стрит              | - Мохаммед Али - Пласидо Доминго - Джордж Карлин - Родни Дэнджерфилд - Дэвид Копперфильд - Джо Мантенья - Лайза Миннелли - Рута Ли - Джин Отри - Дон Риклес - Ян Руни и Микки Руни - Патрик Стюарт - Эндрю Ллойд Уэббер - Боб Хоуп |
| Дэвид Копперфильд         | 7021 Голливудский б-р        | - Мохаммед Али - Пласидо Доминго - Джордж Карлин - Родни Дэнджерфилд - Дэвид Копперфильд - Джо Мантенья - Лайза Миннелли - Рута Ли - Джин Отри - Дон Риклес - Ян Руни и Микки Руни - Патрик Стюарт - Эндрю Ллойд Уэббер - Боб Хоуп |
| Кит Кэррадайн             | 6233 Голливудский б-р        | - Мохаммед Али - Пласидо Доминго - Джордж Карлин - Родни Дэнджерфилд - Дэвид Копперфильд - Джо Мантенья - Лайза Миннелли - Рута Ли - Джин Отри - Дон Риклес - Ян Руни и Микки Руни - Патрик Стюарт - Эндрю Ллойд Уэббер - Боб Хоуп |
| Джудит Лайт               | 6200 Голливудский б-р        | - Мохаммед Али - Пласидо Доминго - Джордж Карлин - Родни Дэнджерфилд - Дэвид Копперфильд - Джо Мантенья - Лайза Миннелли - Рута Ли - Джин Отри - Дон Риклес - Ян Руни и Микки Руни - Патрик Стюарт - Эндрю Ллойд Уэббер - Боб Хоуп |
| Ги Лалиберте              | 6801 Голливудский б-р        | - Мохаммед Али - Пласидо Доминго - Джордж Карлин - Родни Дэнджерфилд - Дэвид Копперфильд - Джо Мантенья - Лайза Миннелли - Рута Ли - Джин Отри - Дон Риклес - Ян Руни и Микки Руни - Патрик Стюарт - Эндрю Ллойд Уэббер - Боб Хоуп |
| Ланг Ланг                 | 7044 Голливудский б-р        | - Мохаммед Али - Пласидо Доминго - Джордж Карлин - Родни Дэнджерфилд - Дэвид Копперфильд - Джо Мантенья - Лайза Миннелли - Рута Ли - Джин Отри - Дон Риклес - Ян Руни и Микки Руни - Патрик Стюарт - Эндрю Ллойд Уэббер - Боб Хоуп |
| Милт Ларсен и Билл Ларсен | 6931 Голливудский б-р        | - Мохаммед Али - Пласидо Доминго - Джордж Карлин - Родни Дэнджерфилд - Дэвид Копперфильд - Джо Мантенья - Лайза Миннелли - Рута Ли - Джин Отри - Дон Риклес - Ян Руни и Микки Руни - Патрик Стюарт - Эндрю Ллойд Уэббер - Боб Хоуп |
| Рута Ли                   | 6901 Голливудский б-р        | - Мохаммед Али - Пласидо Доминго - Джордж Карлин - Родни Дэнджерфилд - Дэвид Копперфильд - Джо Мантенья - Лайза Миннелли - Рута Ли - Джин Отри - Дон Риклес - Ян Руни и Микки Руни - Патрик Стюарт - Эндрю Ллойд Уэббер - Боб Хоуп |
| Кэрол Лоуренс             | 6211 Голливудский б-р        | - Мохаммед Али - Пласидо Доминго - Джордж Карлин - Родни Дэнджерфилд - Дэвид Копперфильд - Джо Мантенья - Лайза Миннелли - Рута Ли - Джин Отри - Дон Риклес - Ян Руни и Микки Руни - Патрик Стюарт - Эндрю Ллойд Уэббер - Боб Хоуп |
| Джо Мантенья              | 6654 Голливудский б-р        | - Мохаммед Али - Пласидо Доминго - Джордж Карлин - Родни Дэнджерфилд - Дэвид Копперфильд - Джо Мантенья - Лайза Миннелли - Рута Ли - Джин Отри - Дон Риклес - Ян Руни и Микки Руни - Патрик Стюарт - Эндрю Ллойд Уэббер - Боб Хоуп |
| Анхелика Мария            | 7060 Голливудский б-р        | - Мохаммед Али - Пласидо Доминго - Джордж Карлин - Родни Дэнджерфилд - Дэвид Копперфильд - Джо Мантенья - Лайза Миннелли - Рута Ли - Джин Отри - Дон Риклес - Ян Руни и Микки Руни - Патрик Стюарт - Эндрю Ллойд Уэббер - Боб Хоуп |
| Идина Мензел              | 6225 Голливудский б-р        | - Мохаммед Али - Пласидо Доминго - Джордж Карлин - Родни Дэнджерфилд - Дэвид Копперфильд - Джо Мантенья - Лайза Миннелли - Рута Ли - Джин Отри - Дон Риклес - Ян Руни и Микки Руни - Патрик Стюарт - Эндрю Ллойд Уэббер - Боб Хоуп |
| Лайза Миннелли            | 7000 Голливудский б-р        | - Мохаммед Али - Пласидо Доминго - Джордж Карлин - Родни Дэнджерфилд - Дэвид Копперфильд - Джо Мантенья - Лайза Миннелли - Рута Ли - Джин Отри - Дон Риклес - Ян Руни и Микки Руни - Патрик Стюарт - Эндрю Ллойд Уэббер - Боб Хоуп |
| Лин-Мануэль Миранда       | 6243 Голливудский б-р        | - Мохаммед Али - Пласидо Доминго - Джордж Карлин - Родни Дэнджерфилд - Дэвид Копперфильд - Джо Мантенья - Лайза Миннелли - Рута Ли - Джин Отри - Дон Риклес - Ян Руни и Микки Руни - Патрик Стюарт - Эндрю Ллойд Уэббер - Боб Хоуп |
| Эннио Морриконе           | 7065 Голливудский б-р        | - Мохаммед Али - Пласидо Доминго - Джордж Карлин - Родни Дэнджерфилд - Дэвид Копперфильд - Джо Мантенья - Лайза Миннелли - Рута Ли - Джин Отри - Дон Риклес - Ян Руни и Микки Руни - Патрик Стюарт - Эндрю Ллойд Уэббер - Боб Хоуп |
| Мельба Мур                | 1645 Вайн-стрит              | - Мохаммед Али - Пласидо Доминго - Джордж Карлин - Родни Дэнджерфилд - Дэвид Копперфильд - Джо Мантенья - Лайза Миннелли - Рута Ли - Джин Отри - Дон Риклес - Ян Руни и Микки Руни - Патрик Стюарт - Эндрю Ллойд Уэббер - Боб Хоуп |
| Джеймс М. Недерлендр      | 6233 Голливудский б-р        | - Мохаммед Али - Пласидо Доминго - Джордж Карлин - Родни Дэнджерфилд - Дэвид Копперфильд - Джо Мантенья - Лайза Миннелли - Рута Ли - Джин Отри - Дон Риклес - Ян Руни и Микки Руни - Патрик Стюарт - Эндрю Ллойд Уэббер - Боб Хоуп |
| Джим Нэйборс              | 6435 Голливудский б-р        | - Мохаммед Али - Пласидо Доминго - Джордж Карлин - Родни Дэнджерфилд - Дэвид Копперфильд - Джо Мантенья - Лайза Миннелли - Рута Ли - Джин Отри - Дон Риклес - Ян Руни и Микки Руни - Патрик Стюарт - Эндрю Ллойд Уэббер - Боб Хоуп |
| Джин Отри                 | 7000 Голливудский б-р        | - Мохаммед Али - Пласидо Доминго - Джордж Карлин - Родни Дэнджерфилд - Дэвид Копперфильд - Джо Мантенья - Лайза Миннелли - Рута Ли - Джин Отри - Дон Риклес - Ян Руни и Микки Руни - Патрик Стюарт - Эндрю Ллойд Уэббер - Боб Хоуп |
| Лучано Паваротти          | 7065 Голливудский б-р        | - Мохаммед Али - Пласидо Доминго - Джордж Карлин - Родни Дэнджерфилд - Дэвид Копперфильд - Джо Мантенья - Лайза Миннелли - Рута Ли - Джин Отри - Дон Риклес - Ян Руни и Микки Руни - Патрик Стюарт - Эндрю Ллойд Уэббер - Боб Хоуп |
| Бернадетт Питерс          | 6706 Голливудский б-р        | - Мохаммед Али - Пласидо Доминго - Джордж Карлин - Родни Дэнджерфилд - Дэвид Копперфильд - Джо Мантенья - Лайза Миннелли - Рута Ли - Джин Отри - Дон Риклес - Ян Руни и Микки Руни - Патрик Стюарт - Эндрю Ллойд Уэббер - Боб Хоуп |
| Брок Питерс               | 7000 Голливудский б-р        | - Мохаммед Али - Пласидо Доминго - Джордж Карлин - Родни Дэнджерфилд - Дэвид Копперфильд - Джо Мантенья - Лайза Миннелли - Рута Ли - Джин Отри - Дон Риклес - Ян Руни и Микки Руни - Патрик Стюарт - Эндрю Ллойд Уэббер - Боб Хоуп |
| Билли Портер              | 6201 Голливудский б-р        | - Мохаммед Али - Пласидо Доминго - Джордж Карлин - Родни Дэнджерфилд - Дэвид Копперфильд - Джо Мантенья - Лайза Миннелли - Рута Ли - Джин Отри - Дон Риклес - Ян Руни и Микки Руни - Патрик Стюарт - Эндрю Ллойд Уэббер - Боб Хоуп |
| Тим Райс                  | 6243 Голливудский б-р        | - Мохаммед Али - Пласидо Доминго - Джордж Карлин - Родни Дэнджерфилд - Дэвид Копперфильд - Джо Мантенья - Лайза Миннелли - Рута Ли - Джин Отри - Дон Риклес - Ян Руни и Микки Руни - Патрик Стюарт - Эндрю Ллойд Уэббер - Боб Хоуп |
| Дорис Робертс             | 7021 Голливудский б-р        | - Мохаммед Али - Пласидо Доминго - Джордж Карлин - Родни Дэнджерфилд - Дэвид Копперфильд - Джо Мантенья - Лайза Миннелли - Рута Ли - Джин Отри - Дон Риклес - Ян Руни и Микки Руни - Патрик Стюарт - Эндрю Ллойд Уэббер - Боб Хоуп |
| Дон Риклес                | 6834 Голливудский б-р        | - Мохаммед Али - Пласидо Доминго - Джордж Карлин - Родни Дэнджерфилд - Дэвид Копперфильд - Джо Мантенья - Лайза Миннелли - Рута Ли - Джин Отри - Дон Риклес - Ян Руни и Микки Руни - Патрик Стюарт - Эндрю Ллойд Уэббер - Боб Хоуп |
| Отис Реддинг              | 6150 Голливудский б-р        | - Мохаммед Али - Пласидо Доминго - Джордж Карлин - Родни Дэнджерфилд - Дэвид Копперфильд - Джо Мантенья - Лайза Миннелли - Рута Ли - Джин Отри - Дон Риклес - Ян Руни и Микки Руни - Патрик Стюарт - Эндрю Ллойд Уэббер - Боб Хоуп |
| Дебби Рейнольдс           | 7021 Голливудский б-р        | - Мохаммед Али - Пласидо Доминго - Джордж Карлин - Родни Дэнджерфилд - Дэвид Копперфильд - Джо Мантенья - Лайза Миннелли - Рута Ли - Джин Отри - Дон Риклес - Ян Руни и Микки Руни - Патрик Стюарт - Эндрю Ллойд Уэббер - Боб Хоуп |
| Ян Руни и Микки Руни      | 6801 Голливудский б-р        | - Мохаммед Али - Пласидо Доминго - Джордж Карлин - Родни Дэнджерфилд - Дэвид Копперфильд - Джо Мантенья - Лайза Миннелли - Рута Ли - Джин Отри - Дон Риклес - Ян Руни и Микки Руни - Патрик Стюарт - Эндрю Ллойд Уэббер - Боб Хоуп |
| Джон Рэйтт                | 6126 Голливудский б-р        | - Мохаммед Али - Пласидо Доминго - Джордж Карлин - Родни Дэнджерфилд - Дэвид Копперфильд - Джо Мантенья - Лайза Миннелли - Рута Ли - Джин Отри - Дон Риклес - Ян Руни и Микки Руни - Патрик Стюарт - Эндрю Ллойд Уэббер - Боб Хоуп |
| Кармен Сапата             | 6357 Голливудский б-р        | - Мохаммед Али - Пласидо Доминго - Джордж Карлин - Родни Дэнджерфилд - Дэвид Копперфильд - Джо Мантенья - Лайза Миннелли - Рута Ли - Джин Отри - Дон Риклес - Ян Руни и Микки Руни - Патрик Стюарт - Эндрю Ллойд Уэббер - Боб Хоуп |
| Марта Скотт               | 6126 Голливудский б-р        | - Мохаммед Али - Пласидо Доминго - Джордж Карлин - Родни Дэнджерфилд - Дэвид Копперфильд - Джо Мантенья - Лайза Миннелли - Рута Ли - Джин Отри - Дон Риклес - Ян Руни и Микки Руни - Патрик Стюарт - Эндрю Ллойд Уэббер - Боб Хоуп |
| Седрик «Развлекатель»     | 6212 Голливудский б-р        | - Мохаммед Али - Пласидо Доминго - Джордж Карлин - Родни Дэнджерфилд - Дэвид Копперфильд - Джо Мантенья - Лайза Миннелли - Рута Ли - Джин Отри - Дон Риклес - Ян Руни и Микки Руни - Патрик Стюарт - Эндрю Ллойд Уэббер - Боб Хоуп |
| Патрик Стюарт             | 7021 Голливудский б-р        | - Мохаммед Али - Пласидо Доминго - Джордж Карлин - Родни Дэнджерфилд - Дэвид Копперфильд - Джо Мантенья - Лайза Миннелли - Рута Ли - Джин Отри - Дон Риклес - Ян Руни и Микки Руни - Патрик Стюарт - Эндрю Ллойд Уэббер - Боб Хоуп |
| Фрэд Травалена            | 7018 Голливудский б-р        | - Мохаммед Али - Пласидо Доминго - Джордж Карлин - Родни Дэнджерфилд - Дэвид Копперфильд - Джо Мантенья - Лайза Миннелли - Рута Ли - Джин Отри - Дон Риклес - Ян Руни и Микки Руни - Патрик Стюарт - Эндрю Ллойд Уэббер - Боб Хоуп |
| Томми Тьюн                | 1777 Вайн-стрит              | - Мохаммед Али - Пласидо Доминго - Джордж Карлин - Родни Дэнджерфилд - Дэвид Копперфильд - Джо Мантенья - Лайза Миннелли - Рута Ли - Джин Отри - Дон Риклес - Ян Руни и Микки Руни - Патрик Стюарт - Эндрю Ллойд Уэббер - Боб Хоуп |
| Рип Тэйлор                | 6625 Голливудский б-р        | - Мохаммед Али - Пласидо Доминго - Джордж Карлин - Родни Дэнджерфилд - Дэвид Копперфильд - Джо Мантенья - Лайза Миннелли - Рута Ли - Джин Отри - Дон Риклес - Ян Руни и Микки Руни - Патрик Стюарт - Эндрю Ллойд Уэббер - Боб Хоуп |
| Огаст Уилсон              | 1611 Вайн-стрит              | - Мохаммед Али - Пласидо Доминго - Джордж Карлин - Родни Дэнджерфилд - Дэвид Копперфильд - Джо Мантенья - Лайза Миннелли - Рута Ли - Джин Отри - Дон Риклес - Ян Руни и Микки Руни - Патрик Стюарт - Эндрю Ллойд Уэббер - Боб Хоуп |
| Рей Уолстон               | 7070 Голливудский б-р        | - Мохаммед Али - Пласидо Доминго - Джордж Карлин - Родни Дэнджерфилд - Дэвид Копперфильд - Джо Мантенья - Лайза Миннелли - Рута Ли - Джин Отри - Дон Риклес - Ян Руни и Микки Руни - Патрик Стюарт - Эндрю Ллойд Уэббер - Боб Хоуп |
| Эндрю Ллойд Уэббер        | 6233 Голливудский б-р        | - Мохаммед Али - Пласидо Доминго - Джордж Карлин - Родни Дэнджерфилд - Дэвид Копперфильд - Джо Мантенья - Лайза Миннелли - Рута Ли - Джин Отри - Дон Риклес - Ян Руни и Микки Руни - Патрик Стюарт - Эндрю Ллойд Уэббер - Боб Хоуп |
| Кевин Харт                | 7013 Голливудский б-р        | - Мохаммед Али - Пласидо Доминго - Джордж Карлин - Родни Дэнджерфилд - Дэвид Копперфильд - Джо Мантенья - Лайза Миннелли - Рута Ли - Джин Отри - Дон Риклес - Ян Руни и Микки Руни - Патрик Стюарт - Эндрю Ллойд Уэббер - Боб Хоуп |
| Джерри Херман             | 7095 Голливудский б-р        | - Мохаммед Али - Пласидо Доминго - Джордж Карлин - Родни Дэнджерфилд - Дэвид Копперфильд - Джо Мантенья - Лайза Миннелли - Рута Ли - Джин Отри - Дон Риклес - Ян Руни и Микки Руни - Патрик Стюарт - Эндрю Ллойд Уэббер - Боб Хоуп |
| Линда Хопкинс             | 6233 Голливудский б-р        | - Мохаммед Али - Пласидо Доминго - Джордж Карлин - Родни Дэнджерфилд - Дэвид Копперфильд - Джо Мантенья - Лайза Миннелли - Рута Ли - Джин Отри - Дон Риклес - Ян Руни и Микки Руни - Патрик Стюарт - Эндрю Ллойд Уэббер - Боб Хоуп |
| Боб Хоуп                  | 7021 Голливудский б-р        | - Мохаммед Али - Пласидо Доминго - Джордж Карлин - Родни Дэнджерфилд - Дэвид Копперфильд - Джо Мантенья - Лайза Миннелли - Рута Ли - Джин Отри - Дон Риклес - Ян Руни и Микки Руни - Патрик Стюарт - Эндрю Ллойд Уэббер - Боб Хоуп |
| Долорес Хоуп              | 7021 Голливудский б-р        | - Мохаммед Али - Пласидо Доминго - Джордж Карлин - Родни Дэнджерфилд - Дэвид Копперфильд - Джо Мантенья - Лайза Миннелли - Рута Ли - Джин Отри - Дон Риклес - Ян Руни и Микки Руни - Патрик Стюарт - Эндрю Ллойд Уэббер - Боб Хоуп |
| Бадди Хэккетт             | 6834 Голливудский б-р        | - Мохаммед Али - Пласидо Доминго - Джордж Карлин - Родни Дэнджерфилд - Дэвид Копперфильд - Джо Мантенья - Лайза Миннелли - Рута Ли - Джин Отри - Дон Риклес - Ян Руни и Микки Руни - Патрик Стюарт - Эндрю Ллойд Уэббер - Боб Хоуп |
| Фабиан                    | 7065 Голливудский б-р        | - Мохаммед Али - Пласидо Доминго - Джордж Карлин - Родни Дэнджерфилд - Дэвид Копперфильд - Джо Мантенья - Лайза Миннелли - Рута Ли - Джин Отри - Дон Риклес - Ян Руни и Микки Руни - Патрик Стюарт - Эндрю Ллойд Уэббер - Боб Хоуп |
| Харви Файерстин           | 6243 Голливудский б-р        | - Мохаммед Али - Пласидо Доминго - Джордж Карлин - Родни Дэнджерфилд - Дэвид Копперфильд - Джо Мантенья - Лайза Миннелли - Рута Ли - Джин Отри - Дон Риклес - Ян Руни и Микки Руни - Патрик Стюарт - Эндрю Ллойд Уэббер - Боб Хоуп |
| Кристин Ченовет           | 6243 Голливудский б-р        | - Мохаммед Али - Пласидо Доминго - Джордж Карлин - Родни Дэнджерфилд - Дэвид Копперфильд - Джо Мантенья - Лайза Миннелли - Рута Ли - Джин Отри - Дон Риклес - Ян Руни и Микки Руни - Патрик Стюарт - Эндрю Ллойд Уэббер - Боб Хоуп |
| Стивен Шварц              | 6233 Голливудский б-р        | - Мохаммед Али - Пласидо Доминго - Джордж Карлин - Родни Дэнджерфилд - Дэвид Копперфильд - Джо Мантенья - Лайза Миннелли - Рута Ли - Джин Отри - Дон Риклес - Ян Руни и Микки Руни - Патрик Стюарт - Эндрю Ллойд Уэббер - Боб Хоуп |
| Пенн и Теллер             | 7003 Голливудский б-р        | - Мохаммед Али - Пласидо Доминго - Джордж Карлин - Родни Дэнджерфилд - Дэвид Копперфильд - Джо Мантенья - Лайза Миннелли - Рута Ли - Джин Отри - Дон Риклес - Ян Руни и Микки Руни - Патрик Стюарт - Эндрю Ллойд Уэббер - Боб Хоуп |
| Крис Энджел               | 7018 Голливудский б-р        | - Мохаммед Али - Пласидо Доминго - Джордж Карлин - Родни Дэнджерфилд - Дэвид Копперфильд - Джо Мантенья - Лайза Миннелли - Рута Ли - Джин Отри - Дон Риклес - Ян Руни и Микки Руни - Патрик Стюарт - Эндрю Ллойд Уэббер - Боб Хоуп |
| The Four Step Brothers    | 7000 Голливудский б-р        | - Мохаммед Али - Пласидо Доминго - Джордж Карлин - Родни Дэнджерфилд - Дэвид Копперфильд - Джо Мантенья - Лайза Миннелли - Рута Ли - Джин Отри - Дон Риклес - Ян Руни и Микки Руни - Патрик Стюарт - Эндрю Ллойд Уэббер - Боб Хоуп |
| Pentatonix                | 7060 Голливудский б-р        | - Мохаммед Али - Пласидо Доминго - Джордж Карлин - Родни Дэнджерфилд - Дэвид Копперфильд - Джо Мантенья - Лайза Миннелли - Рута Ли - Джин Отри - Дон Риклес - Ян Руни и Микки Руни - Патрик Стюарт - Эндрю Ллойд Уэббер - Боб Хоуп |